# Allison-Halbinsel
Die Allison-Halbinsel ist eine schmale, vereiste Halbinsel, die sich an der Bryan-Küste des westantarktischen Ellsworthlands in die Bellingshausen-See erstreckt. Sie markiert den östlichen Rand des Venable-Schelfeises.
Kartografisch erfasst wurde sie durch Vermessungen des United States Geological Survey und mithilfe von Luftaufnahmen der United States Navy zwischen 1961 und 1966. Das Advisory Committee on Antarctic Names benannte sie nach Commander Paul Allison, Planungsoffizier bei den Unterstützungsverbänden der US Navy in Antarktika von 1967 bis 1968.